# هرم من الجماجم
هرم من الجماجم (بالإنجليزية: Pyramid of Skulls)‏ لوحة زيتية للفنان الفرنسي الانطباعي بول سيزان. رُسمت عام 1901 وهي من اللوحات التي قدمها سيزان في الفترة الأخيرة له بين عامي 1898 و1905 وهو يصور أربعة جماجم بشرية مكدسة في شكل هرمي. وهي مملوكة الآن للقطاع الخاص.

## تكوين
رسم سيزان المشهد على هيئة أربعة جماجم، مكدسة على قطعة قماش بيضاء على شكل مخروطي. تظهر ثلاثة منها في اللون الأصفر والنغمات الخضراء، وأحيانًا يتم تفتيتها وتكسيرها باللون الأبيض. الخلفية التي تختفي فيها الجمجمة الرابعة على اليمين بالأسود في الصورة تظهر اللون الأسود الغامق، والذي يحتوي على آثار حمراء على اليسار. يبرز التطبيق غير الشفاف للدهانات، والذي يتم تنفيذه جزئياً باستخدام فرشاة كبيرة، التركيبة، التي تم إنشاؤها في مناطق فاتحة ومظلمة.
تؤكد التركيبة على المثلث الذي تشكله الجماجم، والذي يتم الإشارة إليه خطيًا في القماش الأبيض والخلفية ذات اللون الغامق (إنها سجادة). يتجاهل الضوء اللدونة ويركز بدلاً من ذلك على أشكال الأشياء التي تشكل الموضوع على السطح: الدائرة والمثلث.

## لوحات الجمجمة

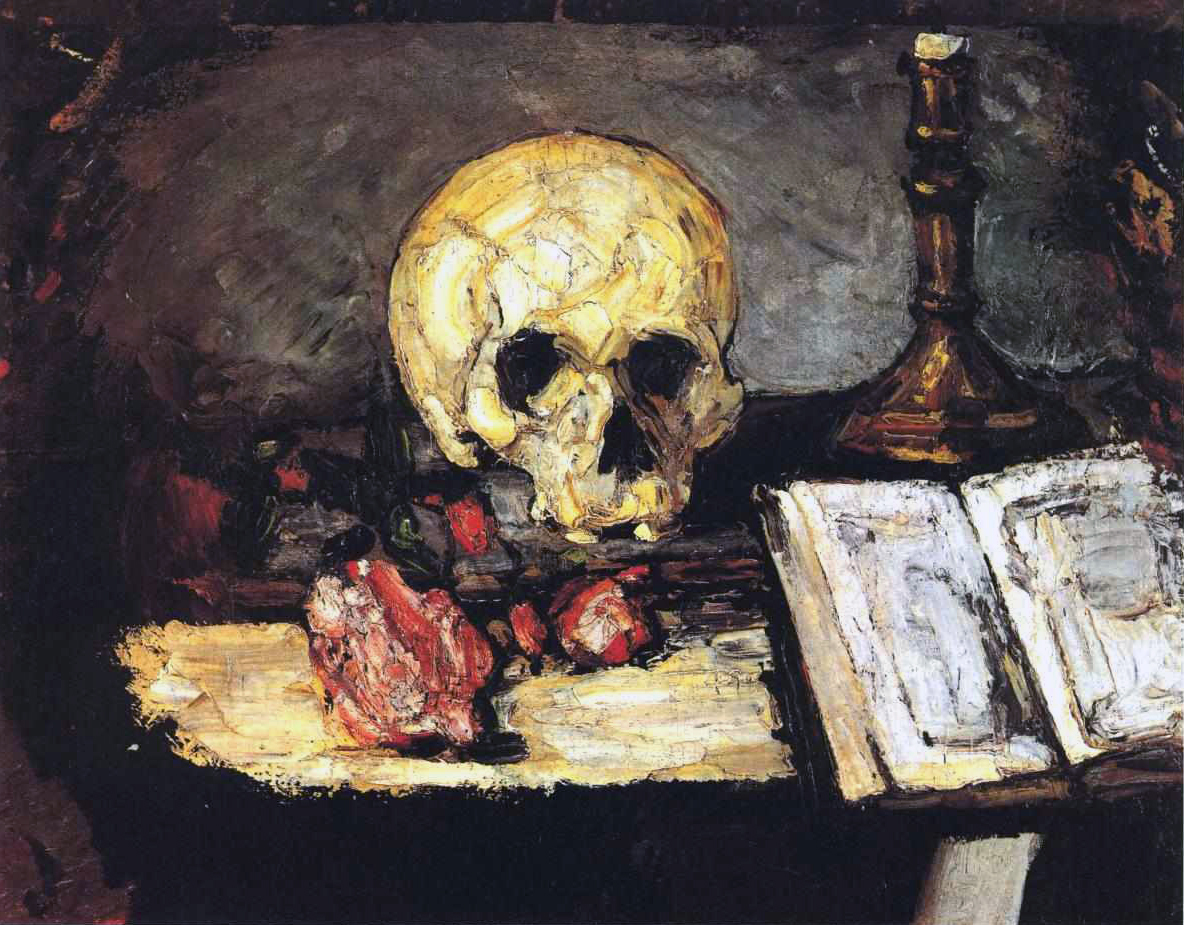
لا تزال الحياة مع الجمجمة، والشمعدان وكتاب، 1865-1867 ، كونستهاوس زيورخ ، سويسرا.
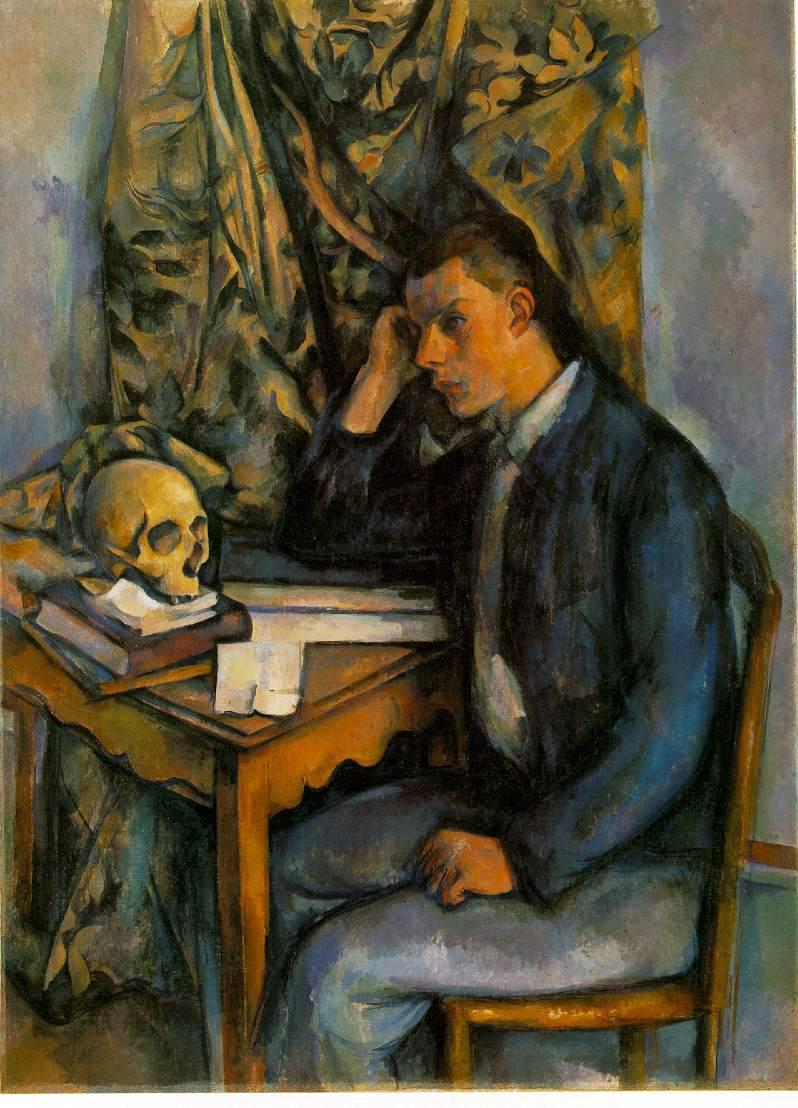
شاب مع جمجمة ،  1896-1898
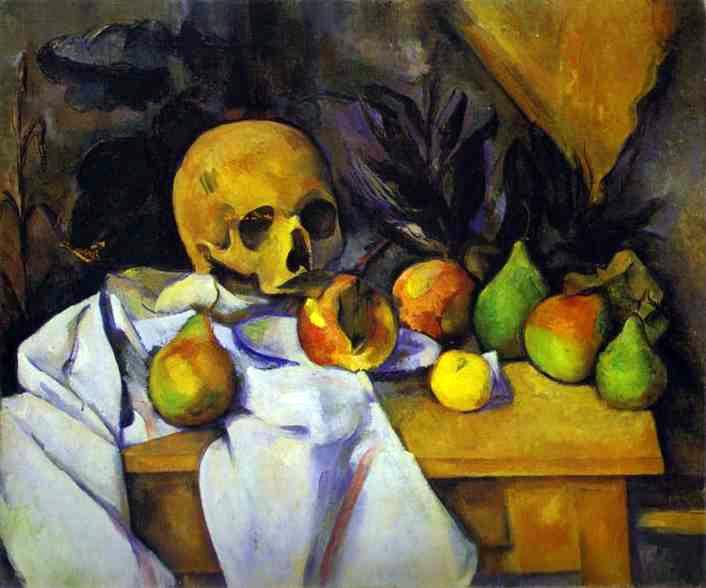
لا تزال الحياة مع الجمجمة ، 1895-1900 ، مؤسسة بارنز
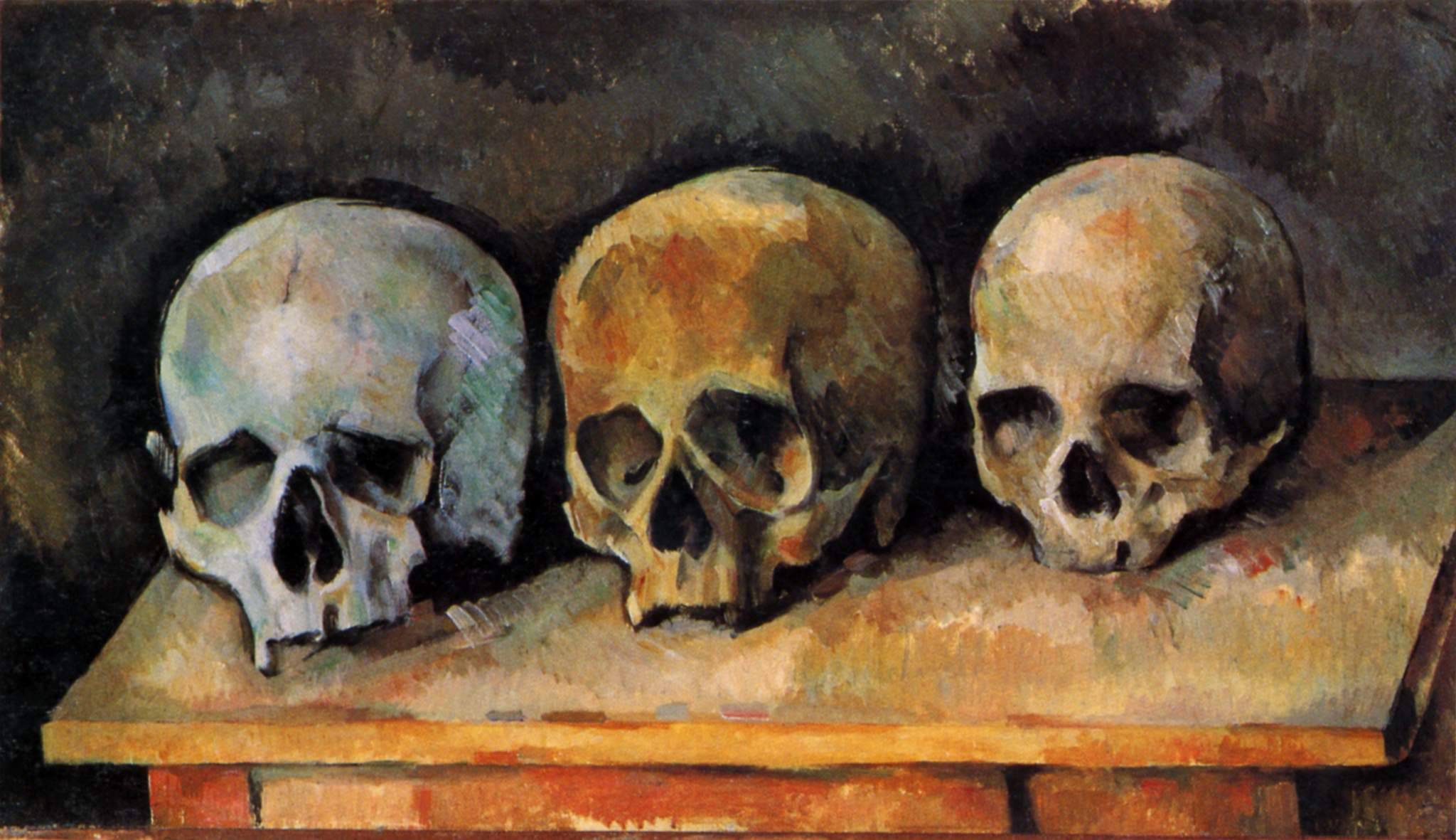
لا تزال الحياة ، ثلاثة جماجم. 1900 معهد ديترويت للفنون
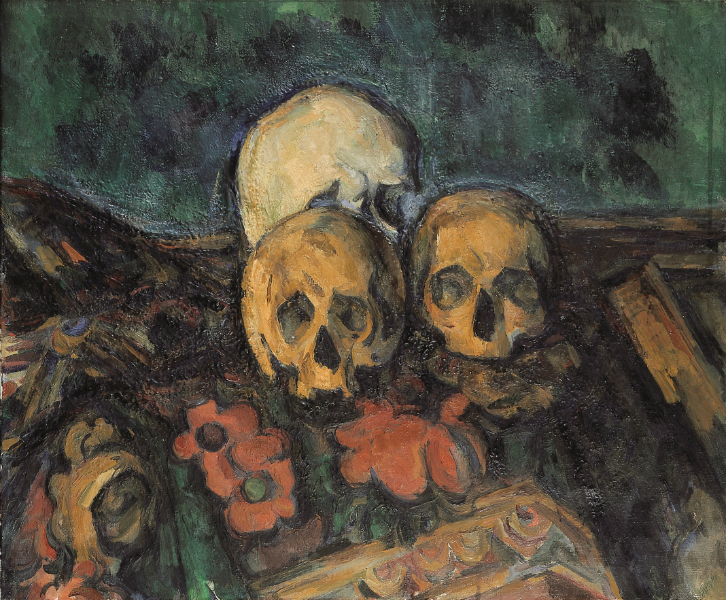
ثلاثة جماجم على سجادة،  1904 مجموعة خاصة